# Agregador de ressenyes
Un agregador de ressenyes és un sistema que recull ressenyes i puntuacions de productes i serveis (com ara pel·lícules, llibres, videojocs, música, programari, maquinari i cotxes). Aquest sistema emmagatzema les ressenyes i les utilitza per a finalitats com ara donar suport a un lloc web on els usuaris poden veure les ressenyes, vendre informació a tercers sobre tendències dels consumidors i crear bases de dades perquè les empreses puguin conèixer els seus clients reals i potencials. El sistema permet als usuaris comparar fàcilment moltes ressenyes diferents d'un mateix treball. Molts d'aquests sistemes calculen una valoració mitjana aproximada, generalment basada en l'assignació d'un valor numèric a cada revisió relacionat amb el seu grau de valoració positiva de l'obra.
Els llocs d'agregació de ressenyes han començat a tenir efectes econòmics en les empreses que creen o fabriquen articles a revisió, especialment en determinades categories com els jocs electrònics, que són cars d'adquirir. Algunes empreses han vinculat les taxes de pagament de drets d'autor i les bonificacions dels empleats a puntuacions agregades, i s'ha vist que els preus de les accions reflecteixen les valoracions, en relació amb les vendes potencials. Està àmpliament acceptat a la literatura que hi ha una forta correlació entre les vendes i les puntuacions agregades.
A causa de la influència que tenen les revisions sobre les decisions de vendes, els fabricants solen estar interessats a mesurar aquestes revisions dels seus propis productes. Això sovint es fa mitjançant un agregador de ressenyes de productes orientat a empreses. A la indústria cinematogràfica, segons Reuters, els grans estudis presten atenció als agregadors, però "no sempre els agrada donar-los molta importància".El Movie Review Intelligence va ser un lloc web d'agregació de ressenyes que recopilava i analitzava crítiques de pel·lícules.

## Agregadors de ressenyes notables
Llibre
- iDreamBooks

Electrònica
- Epinions
- TestFreaks
- TestSeek

Cinema i televisió
- FilmAffinity
- IMDb
- Metacritic
- Movie Review Query Engine
- Rotten Tomatoes

Música
- Acclaimed Music
- AnyDecentMusic?
- Last.fm
- Metacritic
- Album of the Year

Videojocs
- GameRankings
- OpenCritic